# 584
Раннє Середньовіччя. Триває чума Юстиніана. У Східній Римській імперії триває правління Маврикія. Лангобарди частково окупували Італію і утворили в ній Лангобардське королівство. Франкське королівство розділене між спадкоємцями Хлотара I. Іберію займає Вестготське королівство. В Англії розпочався період гептархії. Авари та слов'яни утвердилися на Балканах.
У Китаї період Північних та Південних династій. На півдні править династія Чень, на півночі — династія Суй. Індія роздроблена. В Японії триває період Ямато. У Персії править династія Сассанідів. Степову зону Азії та Східної Європи контролює Тюркський каганат, розділений на Східний та Західний.
На території лісостепової України в VI столітті виділяють пеньківську й празьку археологічні культури. VI століття стало початком швидкого розселення слов'ян. У Північному Причорномор'ї співіснують різні кочові племена, зокрема кутригури, утигури, сармати, булгари, алани, авари, тюрки.

## Події
- Тюркський каганат розпався на дві частини: Східну та Західну.
- У Лангобардському королівстві правління герцогів скасовується після обрання Автарія королем і відновлення королівської влади над всіма землями лангобардів.
- Убито франкського короля Хільперіка I.
- Авари розграбили Сінгідун, а слов'яни підійшли до стін Константинополя.
- У Британії утворилося королівство Мерсія.